# Sewathen
Sewathen (Službeno Tsawwassen First Nation), jedna od plemenskih skupina Stalo Indijanaca koji su živjeli južno od ušća rijeke Fraser, na Strait of Georgia, u kanadskoj provinciji Britanska Kolumbija. Danas su poznati pod imenom Tsawwassen a žive na rezervatu blizu Point Robertsa. Populacija im je 1911. iznosila 51; danas preko 350.
Kod raznih autora nazivani su sličnim imenima: Isowasson (Can. Ind. Aff.), Stauâçen (Boas), Stcuwā'cEl (Boas), Tche-wassan (Can. Ind. Aff.), Tsonassan (ib.), Tsowassen (ib.)

## Vanjske poveznice
- Tsawwassen First Nation